# Alar del Rey
Alar del Rey è un comune spagnolo di 1 223 abitanti situato nella comunità autonoma di Castiglia e León.